# Arroyo Pelado
El arroyo Pelado es un curso de agua uruguayo que atraviesa el departamento de  Artigas perteneciente a la cuenca hidrográfica del Río de la Plata.
Nace en la Cuchilla de Belén  y desemboca por la margen izquierda del arroyo Tres Cruces Grande.